# Galaxie 500
Galaxie 500 – amerykański zespół rocka alternatywnego, działający w latach 1986–1991, jeden z pionierów dream popu. Nazwa wywodzi się od modelu auta z lat 60. i 70., Forda Galaxie.
Członkowie zespołu poznali się na Uniwersytet Harvarda, gdzie wszyscy studiowali. Początkowo zespół występował w Nowym Jorku i Bostonie, a po wydaniu kilku singli pojawił się pierwszy album grupy, Today. Następnie grupa podpisała kontrakt z Rough Trade Records, gdzie wydała dwa kolejne albumy: On Fire i This Is Our Music. Wraz z upadkiem wytwórni, Galaxie 500 zakończyło działalność. Z dawnego składu wyłoniły się wówczas zespoły Luna i Damon and Naomi.

## Członkowie zespołu
- Dean Wareham: gitara, wokal
- Naomi Yang: gitara basowa
- Damon Krukowski: perkusja

## Dyskografia

### Albumy
- Today (1988) Aurora
- On Fire (1989) Rough Trade
- This Is Our Music (1990) Rough Trade

### Kompilacje
- Copenhagen (na żywo, 1990) (1997) Rykodisc
- Uncollected (rzadkości) (2004)
- Peel Sessions (1989/1990) (editado 2005)

### Wydawnictwa po rozpadzie
- Galaxie 500 (box set) (1996) Rykodisc
- The Portable Galaxie 500 (1998) Rykodisc

### Single
- "Tugboat"/"King of Spain" (1988) Aurora
- "Oblivious" na winylu 7’ dołączonym do magazynu Chemical Imbalance
- "Blue Thunder"/"Hail" (1989)
- "Blue Thunder EP" (1990) Rough Trade
- "Rain"/"Don't Let Our Youth Go to Waste" (1990)
- "Fourth of July"/"Here She Comes Now" (1990) Rough Trade
- "Snowstorm" (live)/"Pictures" (live) (2004)

### Wideoklipy
- "Tugboat" (1988)
- "Blue Thunder" (1989)
- "When Will You Come Home" (1989)
- "Fourth of July" (1990)

### DVD
- Don't Let Our Youth Go to Waste (2004)